# قائمة الرياح المحلية
هذه قائمة غير مكتملة بالرياح حسب تسميتها في المناطق الجغرافية المحلية التي تهب فيها:

## ا
- آندهيس Andhis اسم محلي يطلق على العواصف الترابية التي تحدث في الجزء الشمالي الغربي من الهند, حيث الرطوبة الجوية منخفضة والحرارة مرتفعة، والحركة الشاقولية الحملانية التي تسحب معها الأتربة نحو الأعلى نشطة.[1][2][3]
- أوتان Autan هو الاسم المحلي للرياح الجنوبية الحارة الجافة الشديدة السرعة التي تهب من جنوبي فرنسا تجاه مراكز المنخفضات الجوية العابرة لفرنسا عن طريق خليج بسكاي قادمة من المحيط الأطلسي.
- أيالا Ayala هي رياح محلية في الماسيف سنترال في فرنسا قوية، وأحياناً عاصفة، حارة جداً تشبه رياح المارين.
- الغربي Garbi هي رياح محلية تهب على سواحل سلطنة عمان وتكون باردة وخفيفة.

## ب
- باسات Passat هو مصطلح أسباني يطلق على الرياح التجارية.

## ج
- جوران Joran اسم محلي يطلق على الرياح الباردة الجافة التي تهب خلال الليل من جبال الجورا تجاه بحيرة جنيف في سويسرا.

## س
- السموم هي رياح جافة تهب على منطقة الشرق الأوسط.
- سورازو Surazo هي رياح جنوبية باردة شديدة السرعة تهب على أراضي البيرو في الشتاء مسببة انخفاضاً في درجة الحرارة إلى ما دون التجمد أحياناً, ويرافق هبوبها طقس صحو.
- سومطراس Sumatras هي رياح محلية شديدة السرعة تصل سرعتها إلى حوالي 80 كم/س، تهب من الاتجاه الغربي على الملايو ومضيق ملقا في ساعات الصباح, وذلك خلال فترة هبوب الموسميات الجنوبية الغربية، حيث تبدو تأثيرات التجمع للرياح الموسمية في المضائق التي يعاضدها نسيم البحر مما يعطي تلك الرياح المظهر العاصفي.
- سيستان Seistan هي رياح شمالية شديدة السرعة، تزيد سرعتها عن 30 م/ث (رياح عاصفية) تهب صيفاً على إقليم سيستان في شرقي إيران, ولذا سميت بهذا الاسم.
- سيروكو Siroko هي رياح محلية قوية تهب من الصحراء الأفريقية إلى صقلية وجنوب إيطاليا واليونان، في فصل الربيع، ويزيد قوة الرياح التغير السريع في الضغط الجوي من الجنوب إلى الشمال.

## ف
- فارداراك Vardarac هي رياح شمالية باردة تهب شتاءً على شمالي بحر إيجة - مشابهة لرياح المسترال -, وسميت برياح الفاردراك نسبة إلى نهر فارادار الذي يتعرض إلى هبوبها في قطاعه الأدنى.
- فيرازون Virazon هو الاسم المحلي الذي يعرف به نسيم البحر في شيلي.

## ك
- كومبانج Koembang هي رياح محلية جنوبية شرقية تهب على السفوح الشمالية من جبال جزيرة جاوة الأندونيسية، لها طبيعة الفوهن، وتشبه رياح البوهورك في سومطرة.

## ن
- نيفادوس Nevados هواسم لرياح الجبال الباردة التي تهب على أودية الأكوادور العليا، وهي عبارة عن رياح سفحية هابطة.

## هـ
- الهبوب Haboob اسم محلي يطلق في السودان على الرياح المتربة التي تهب على شمالي السودان وجنوب البحر الأحمر, وتتخذ تلك الرياح شكل عواصف ترابية، يكثر هبوبها في شهري أيار وحزيران من الجهة الشمالية الغربية.